# Trois chansons de Charles d'Orléans
Le Trois chansons de Charles d'Orléans sono un ciclo di tre canzoni per coro a cappella scritte da Claude Debussy fra il 1898 e il 1908.

## Storia
Debussy attraversava spesso periodi di crisi compositiva; nel 1898 stava cercando con difficoltà di portare a termine la scrittura dei Nocturnes, ma tergiversava e continuava a rimandare l'orchestrazione. L'unico tipo di composizione che riusciva a scrivere con grande facilità era quello delle canzoni, decise così di musicare due testi delle Chansons di Charles d'Orléans, Dieu qu'il la fait bon regarder e Yver, vous n'estes qu'un vilain. Questa volta però Debussy si cimentò non in brani per voce con accompagnamento, ma per un coro a quattro voci senza strumenti; la formazione era per lui insolita, ma fu suggerita dall'idea di scrivere qualcosa per la corale familiare realizzata dall'amico Lucien Fontaine nel 1894 di cui egli stesso era direttore. Nell'aprile del 1898 Fontaine ricevette le due Chansons con la dedica del compositore.
Una terza canzone, Quand j'ai ouy le tamburin (che diventerà la seconda in ordine di esecuzione), fu scritta da Debussy nel 1908 per completare il ciclo che venne pubblicato dall'editore Durand lo stesso anno. La prima esecuzione delle Chansons avvenne il 25 marzo 1909 a Parigi alla Salle de l'Université des arts con l'interpretazione del coro, costituito da otto elementi, realizzato da Jane Bathori e dal marito Pierre-Émile Engel. Debussy diresse poi le Chansons il mese successivo ai Concerts Colonne, unitamente a un'altra sua composizione, La Damoiselle élue. Il successo di pubblico fu notevole, tanto che furono concessi due bis, ma la critica dimostrò sempre molta perplessità nei riguardi di queste composizioni.

## Struttura e analisi
1. Dieu! qu'il la fait bon regarder (Dio, che piacere guardarla) - Très modéré, soutenu et expressif (Sol maggiore)
2. Quand j'ai ouy le tamburin (Quando ho udito il tamburino) - Modéré (Fa diesis minore)
3. Yver, vous n'estes qu'un vilain (Inverno, sei cattivo) - Alerte et gai (Mi minore)

Le poesie hanno la forma di ballata e sono costituite da tre o quattro strofe seguite da un ritornello. Musicalmente le Chansons erano un ritorno di Debussy a tecniche polifoniche del XVI secolo e suscitarono molti commenti, e anche qualche critica, per l'estrema semplicità delle composizioni. In realtà i tre brani erano un modo del musicista per ritornare poeticamente alla Francia di un tempo con un po' di nostalgia, creando delle miniature liriche e molto raffinate, ma pur sempre caratterizzate dalla sua particolare e innovativa armonia.
La prima chanson, Dieu! qu'il la fait bon regarder, ha un carattere amoroso e loda le doti della donna amata. L'indicazione in chiave del pezzo è Sol maggiore, ma in realtà la modulazione impostata da Debussy la fa oscillare fra Fa diesis maggiore e Do diesis minore, senza caratterizzare così con precisione nessuna chiave.
Il secondo brano, Quand j'ai ouy le tamburin, scritto per ultimo nel 1908, è l'unico per una voce solista (contralto) e coro misto. Fra le tre chansons è quella più piacevole per la sua freschezza e la melodia che suggerisce un movimento di danza. La parte principale è narrativa mentre le voci basse del coro imitano il suono percussivo di un tamburello.
L'ultima chanson, Yver, vous n'estes qu'un vilain, ha un andamento più deciso, ma anche accorato nel rimproverare all'inverno la sua crudezza mentre l'estate è gentile e riveste tutto di colori. Secondo la critica è il brano più indovinato dei tre, soprattutto nell'abilità e raffinatezza della scrittura corale; nella linearità del discorso musicale il brano presenta comunque una notevole modernità nell'uso del contrappunto e una scrittura accurata delle parti vocali che sottolinea ogni timbro con tutte le particolari e mutevoli inflessioni delle singole voci.